# Nordvest-Spitsbergen nationalpark
Nordvest-Spitsbergen nationalpark (norsk: Nordvest-Spitsbergen nasjonalpark) ligger i det norske arktiske øhav Svalbard og omfatter den nordvestlige del af hovedøen Spitsbergen (Albert I Land og Haakon VII Land) og nærliggende øer som Danskøya og Moffen. Den har et areal på 9.914 km², og indeholder blandt andet varme kilder og rester af vulkaner i Bockfjorden.

## Historie
Der er rester af hvalfangststationer og grave fra det 17. århundrede. Derudover er der rester af adskillige arktiske ekspeditioner, f.eks. i Virgohamna på Danskøya, der var udgangspunkt for den svenske ingeniør Salomon August Andrées mislykkedes forsøg i 1897 på at nå Nordpolen i en brintballon. Nationalparken blev oprettet ved kongelig beslutning den 1. juni 1973.

## Fauna
Parken huser adskillige kolonier af havfugle samt Svalbard-rensdyr og polarrev. Der er også et dvaleområde for isbjørne, og hvalross kan findes der. Omkring en tredjedel af området, der hovedsagelig består af havklipper, øer og anden kystnær natur, er blevet udpeget som et vigtigt fugleområde (IBA) af BirdLife International, på grund af ynglepopulationer af bramgæs og knortegæs, edderfugle og tejster.

## Varme kilder
De varme kilder Troll og Jotun langs kanten af Bockfjorden er de nordligste dokumenterede jordbaserede varme kilder på jorden, og liger næsten ved 80 grader nordlig bredde. Den første dokumentation for disse kilder er fra slutningen af 1800'erne. Hoel og Holtedahl studerede disse to varme kilder i detaljer. De rapporterede, at Jotun-kilden har en temperatur på 24,5 ° C, og Troll-kilden har en temperatur på 28,3 ° C.